# Kračúnovce
Kračúnovce (do roku 1927 také Kračonovce, maďarsky Karácsonmező) jsou obec na severovýchodním Slovensku v okrese Svidník. Žije zde přibližně 1 200 obyvatel. První písemná zmínka o obci pochází z roku 1347. V letech 1986 až 1990 byla součástí obce též Lúčka.

## Symboly obce

### Znak
V modrém štítě pod stříbrnou osmicípou položenou kometou je zlatý snop. Pod snopem je stříbrný doleva obrácený srpek se zlatou rukojetí. Historický pečetní symbol – snop se srpem z 19. století byl doplněn o mluvící motiv betlémské hvězdy, která z něj dělá mluvící znak. Znak byl přijat obecním zastupitelstvem 28. června 1995 a je zapsán v Heraldickém rejstříku SR pod číslem HR: K-58/1995. Autory znaku jsou Sergej Pančák a Peter Kónya.

### Vlajka
Vlajka obce sestává ze čtyř podélných pruhů v barvách bílé, žluté, modré a bílé. Vlajka má poměr stran 2:3 a ukončena je třemi cípy, to znamená dvěma zástřihy, sahajícími do třetiny její listu.